# Мастиковое дерево
Мастиковое дерево, или Фисташка мастичная, или Фисташка мастиковая (лат. Pistacia lentiscus) — растение семейства Сумаховые (Anacardiaceae), вид рода Фисташка, распространённое в странах Средиземноморья. Ареал простирается от Канарских островов, Марокко и Испании на западе до Турции, Сирии и Израиля на востоке.

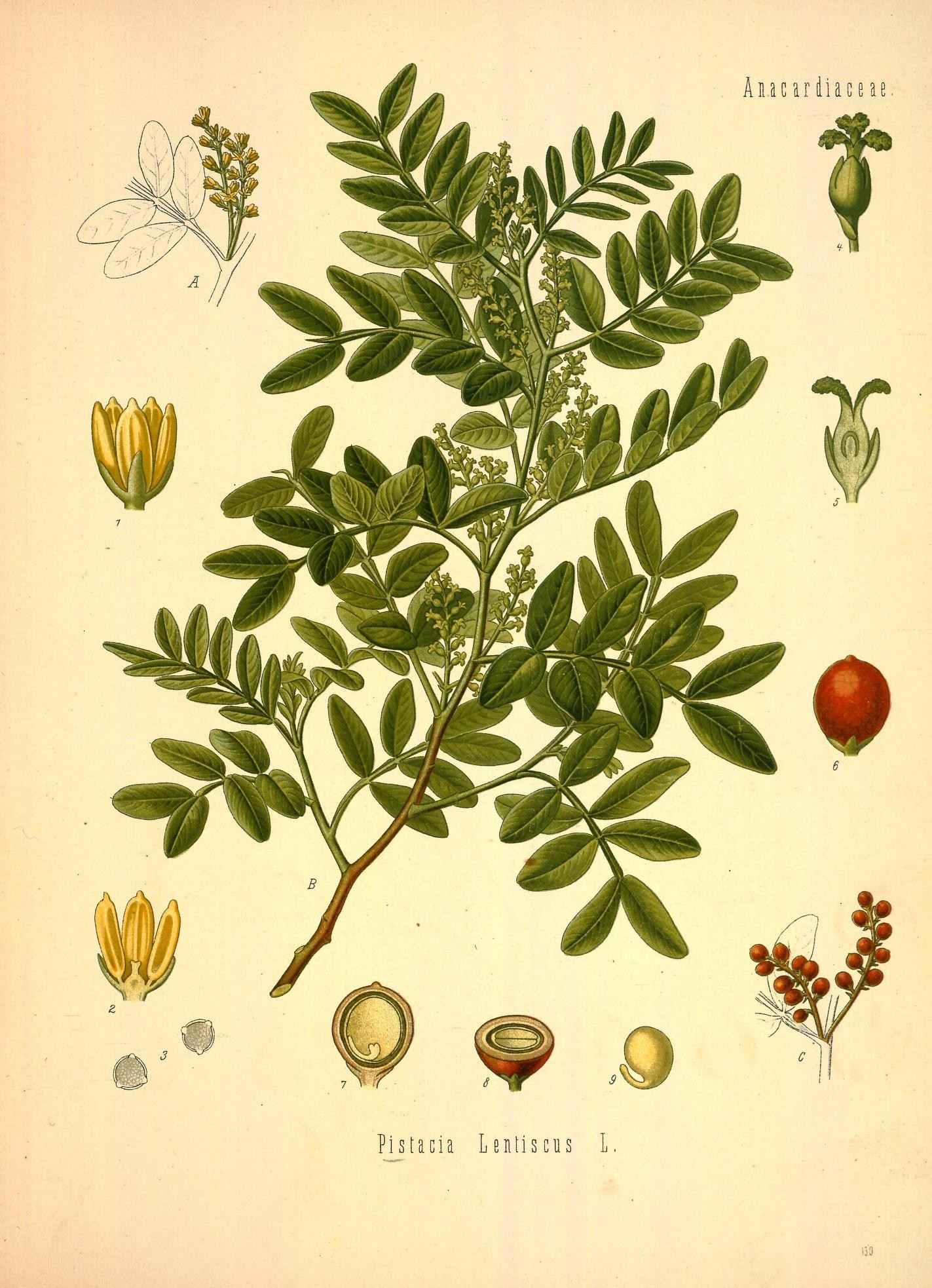
Мастиковое дерево.

## Биологическое описание
Вечнозелёный кустарник или небольшое дерево до 4—5 м высотой с шатровидной кроной и тёмной корой. Листья очередные. Цветки мелкие зеленоватые, собраны в кисти. Плоды — костянки диаметром 4—5 мм с заострённой верхушкой.

## Использование

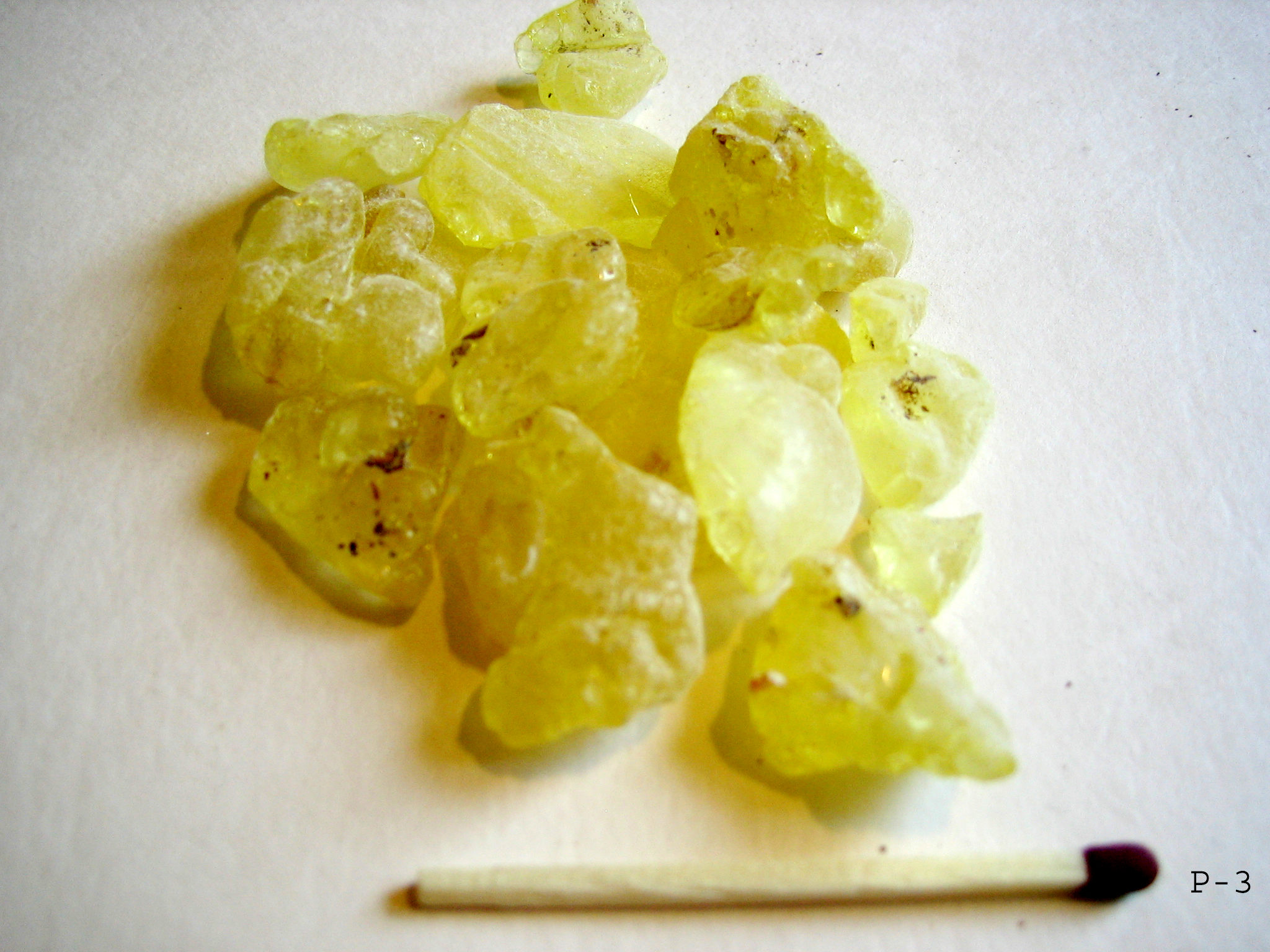
Мастика

Из мужских деревьев получают смолу — мастику (или мастикс), представляющую собой продукт выделения схизолизигенных бальзамных каналов вторичной коры стволов и ветвей. Мастика содержит более 90% резенов и смоляных кислот, 1—3% эфирного масла. Эфирное масло содержит пинен, придающий мастике скипидарный запах.
Мастика используется в виде настойки для смазывания дёсен и зубных пломб и как ранозаживляющее средство. Некачественная мастика, получаемая также из других видов фисташки, применяется для изготовления лаков и склеивающих средств.